# 交口乡 (灵石县)
交口乡，是中华人民共和国山西省晋中市灵石县下辖的一个乡镇级行政单位。

## 行政区划
交口乡下辖以下地区：
交口村、南头村、漫河村、温家沟村、马家庄村、庆余村、西庄村、孙义村、安家岭村、圪塔村、程家庄村、金庄村、楼珍村、梅印村、东逻村、小王庄村、木瓜曲村和朱家岭村。